# Moringhem
Moringhem [mɔʁɛ̃ɡɛm] est une commune française située dans le département du Pas-de-Calais en région Hauts-de-France. Ses habitants sont appelés les Moringhemois. Ses habitants sont appelés les Moringhemois. La commune est membre de la communauté d'agglomération du Pays de Saint-Omer.
Le territoire de la commune est situé dans le parc naturel régional des Caps et Marais d'Opale.
Le moulin à vent dit moulin d'Achille est le seul moulin en pierre restauré de cette époque dans la région. Il fait l’objet d’une inscription au titre des monuments historiques.

## Géographie

### Localisation
Localisée dans le nord-est du département du Pas-de-Calais, Moringhem est une commune rurale située, à vol d'oiseau, à 11 km à l'ouest-nord-ouest de la commune de Saint-Omer(aire d'attraction et chef-lieu d'arrondissement).
Le territoire de la commune est limitrophe de ceux de huit communes.
Les communes limitrophes sont Houlle, Acquin-Westbécourt, Boisdinghem, Mentque-Nortbécourt, Moulle, Quelmes, Serques et Zudausques.

### Géologie et relief
La superficie de la commune est de 9,98 km2 ; son altitude varie de 37  à   166 m.

### Hydrographie

#### Réseau hydrographique
La commune est située dans le bassin Artois-Picardie. Elle est drainée par le Barlinghem et le Grand Difques,,,.

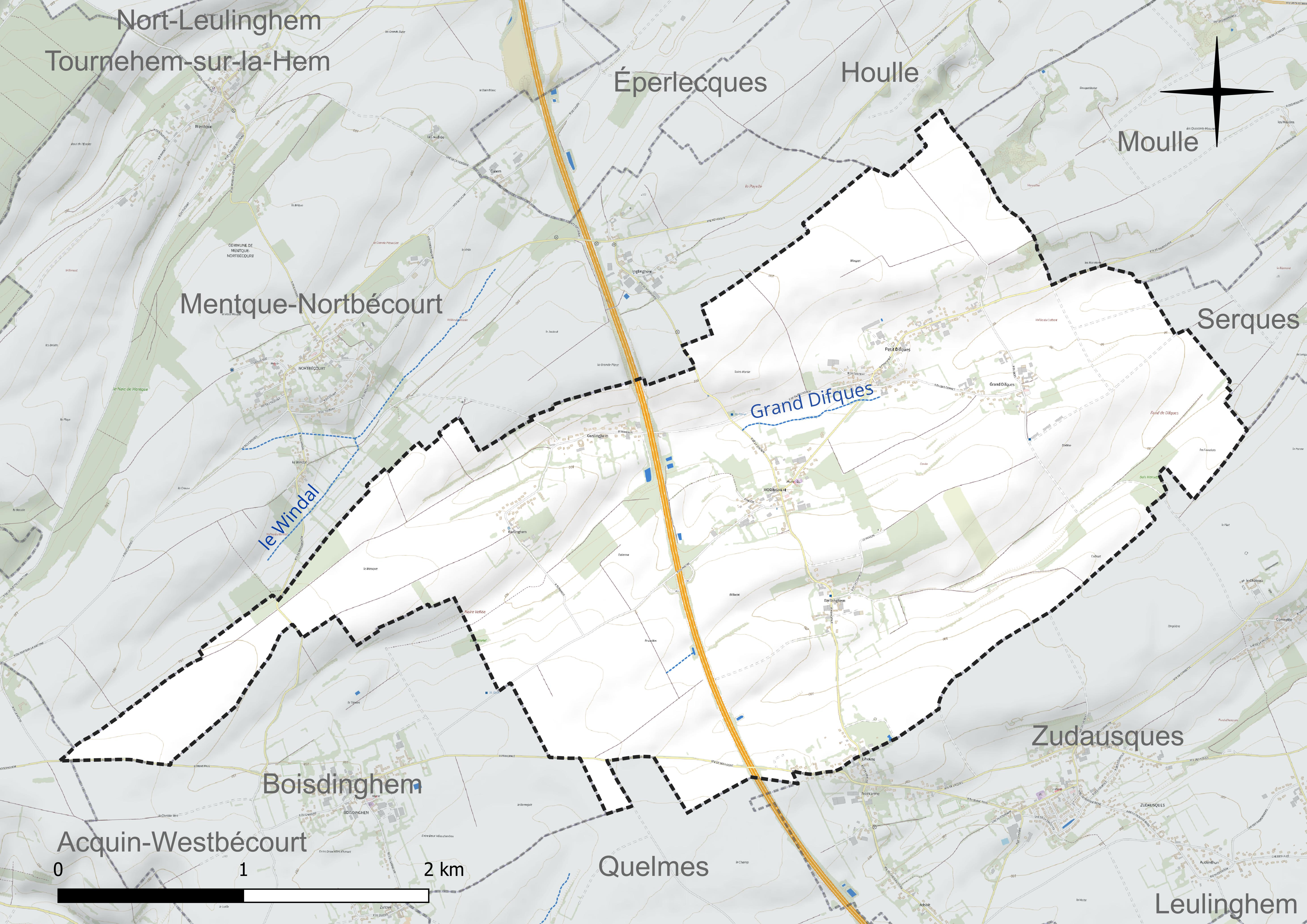
Réseau hydrographique de Moringhem.

#### Gestion et qualité des eaux
Le territoire communal est couvert par le schéma d'aménagement et de gestion des eaux (SAGE) « Audomarois ». Ce document de planification concerne un territoire de 662 km2 de superficie, délimité par le bassin versant de l'Aa et sa zone d'étalement : le marais audomarois. Le périmètre a été arrêté le 4 février 1994 et le SAGE proprement dit a été approuvé le 31 mars 2005, puis révisé le 15 janvier 2013, puis le 21 novembre 2021. La structure porteuse de l'élaboration et de la mise en œuvre est le syndicat mixte pour l'aménagement et la gestion des eaux de l'Aa (SmageAa).
La qualité des cours d'eau peut être consultée sur un site dédié géré par les agences de l'eau et l'Agence française pour la biodiversité.

### Climat
Pour des articles plus généraux, voir Climat des Hauts-de-France et Climat du Nord-Pas-de-Calais.
En 2010, le climat de la commune est de type climat océanique franc, selon une étude du CNRS s'appuyant sur une série de données couvrant la période 1971-2000. En 2020, Météo-France publie une typologie des climats de la France métropolitaine dans laquelle la commune est exposée à un climat océanique et est dans la région climatique Côtes de la Manche orientale, caractérisée par un faible ensoleillement (1 550 h/an) ; forte humidité de l'air (plus de 20 h/jour avec humidité relative > 80 % en hiver), vents forts fréquents.
Pour la période 1971-2000, la température annuelle moyenne est de 10,2 °C, avec une amplitude thermique annuelle de 13 °C. Le cumul annuel moyen de précipitations est de 872 mm, avec 12,7 jours de précipitations en janvier et 8,4 jours en juillet. Pour la période 1991-2020, la température moyenne annuelle observée sur la station météorologique la plus proche, située sur la commune de Watten à 10 km à vol d'oiseau, est de 11,3 °C et le cumul annuel moyen de précipitations est de 822,8 mm,. Pour l'avenir, les paramètres climatiques de la commune estimés pour 2050 selon différents scénarios d'émission de gaz à effet de serre sont consultables sur un site dédié publié par Météo-France en novembre 2022.

### Milieux naturels et biodiversité

#### Espaces protégés et gérés
La protection réglementaire est le mode d'intervention le plus fort pour préserver des espaces naturels remarquables et leur biodiversité associée.
Dans ce cadre, la commune fait partie de deux espaces protégés :
- le parc naturel régional des Caps et Marais d'Opale, d'une superficie de 132 499 ha réparties sur 154 communes, géré par le syndicat mixte d'aménagement et de gestion du parc naturel régional des Caps et Marais d'Opale[15] ;
- la réserve de biosphère, zone de transition, du marais audomarois, d'une superficie de 18 303 ha[16].

#### Espèces faunistiques et floristiques
L’Inventaire national du patrimoine naturel (INPN) recense plusieurs espèces faunistiques et floristiques sur le territoire de la commune dont certaines sont protégées et d’autres menacées et quasi-menacées.

## Urbanisme

### Typologie
Au 1er janvier 2024, Moringhem est catégorisée commune rurale à habitat dispersé, selon la nouvelle grille communale de densité à sept niveaux définie par l'Insee en 2022.
Elle est située hors unité urbaine. Par ailleurs la commune fait partie de l'aire d'attraction de Saint-Omer, dont elle est une commune de la couronne,. Cette aire, qui regroupe 79 communes, est catégorisée dans les aires de 50 000 à moins de 200 000 habitants,.

### Occupation des sols
L'occupation des sols de la commune, telle qu'elle ressort de la base de données européenne d'occupation biophysique des sols Corine Land Cover (CLC), est marquée par l'importance des territoires agricoles (96,4 % en 2018), une proportion sensiblement équivalente à celle de 1990 (97,2 %). La répartition détaillée en 2018 est la suivante : 
terres arables (84,9 %), prairies (11 %), zones urbanisées (3,6 %), zones agricoles hétérogènes (0,6 %). L'évolution de l'occupation des sols de la commune et de ses infrastructures peut être observée sur les différentes représentations cartographiques du territoire : la carte de Cassini (XVIIIe siècle), la carte d'état-major (1820-1866) et les cartes ou photos aériennes de l'IGN pour la période actuelle (1950 à aujourd'hui).

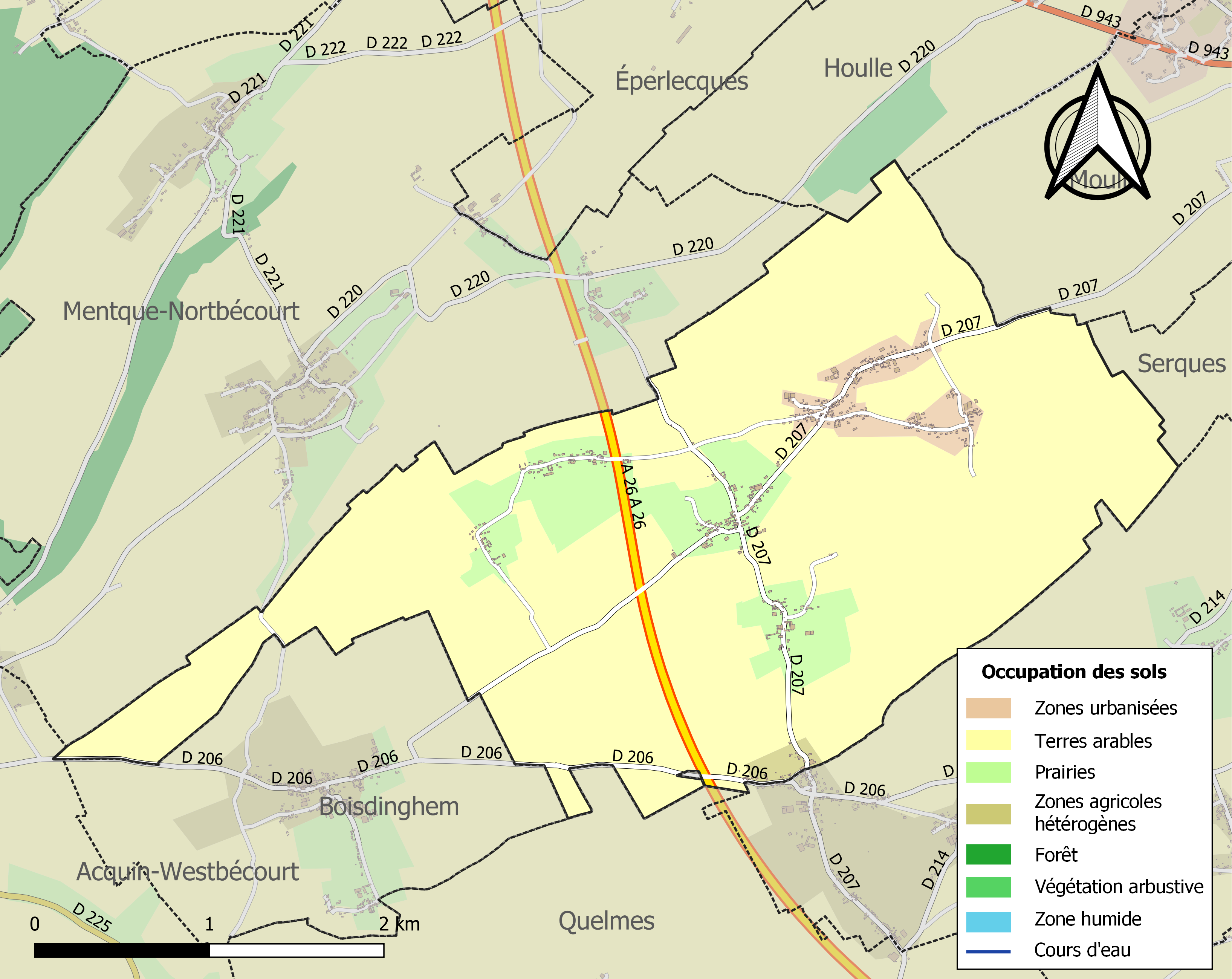
Carte des infrastructures et de l'occupation des sols de la commune en 2018 (CLC).

### Risques naturels et technologiques

#### Risque inondation
À la suite du passage des tempêtes Ciarán, Domingos et Elisa et des inondations et coulées de boue qui se sont produites, la commune est reconnue, par arrêté du 14 novembre 2023, en état de catastrophe naturelle pour inondations et coulées de boue sur la période du 2 au 12 novembre 2023, comme 179 autres communes du département.

## Toponymie
Le nom de la localité est attesté sous les formes Morningehem en 844-864 ; Morlinguehen en 1164 ; Morigehem en 1170 ; Moringhem en 1221 ; Moringehem en 1224 ; Morighem en 1248 ; Moringhen en 1300 ; Morigueham en 1352 ; Mauringhem en 1432 ; Mouringhem en 1432 ; Morlinghen 1678 ; Meringhem 1720 ; Moringhen en 1793 ; Maringhem et Moringhem depuis 1801.
Ernest Nègre avance un toponyme composé de l'anthroponyme germanique Moringus, suivi du saxon heim, ham « demeure, maison, foyer », donnant la « demeure de Moringus ».
La commune porte le nom de Moringhin en picard et Moringem en flamand.

## Histoire
En 1322, Enguerrand de Guînes, (Enguerrand V de Coucy), fils du comte de Guînes, Arnould III de Guînes, seigneur de Coucy et de Montmirail, donne, à la demande de sa sœur Aélis de Guînes, veuve de Berthout, seigneur de Malines, à son fils Robert de Guînes, chanoine de Notre-Dame de Cambrai, un fief qui lui était échu de son cousin Baudouin de Moringhem.
Le 4 septembre 1677, le Conseil provincial d'Artois a rendu une sentence de noblesse en faveur de Pierre-Ferdinand Liot, seigneur de Guzelinghem (hameau de Moringhem), Jacques-Dominique Liot, seigneur de Walle, et Jacques-Bernard Liot, seigneur d'Eglegotte. Des lettres données à Marly en août 1695 confirment cette sentence pour terminer un litige opposant les frères Liot au procureur général du Conseil d'Artois.

## Politique et administration

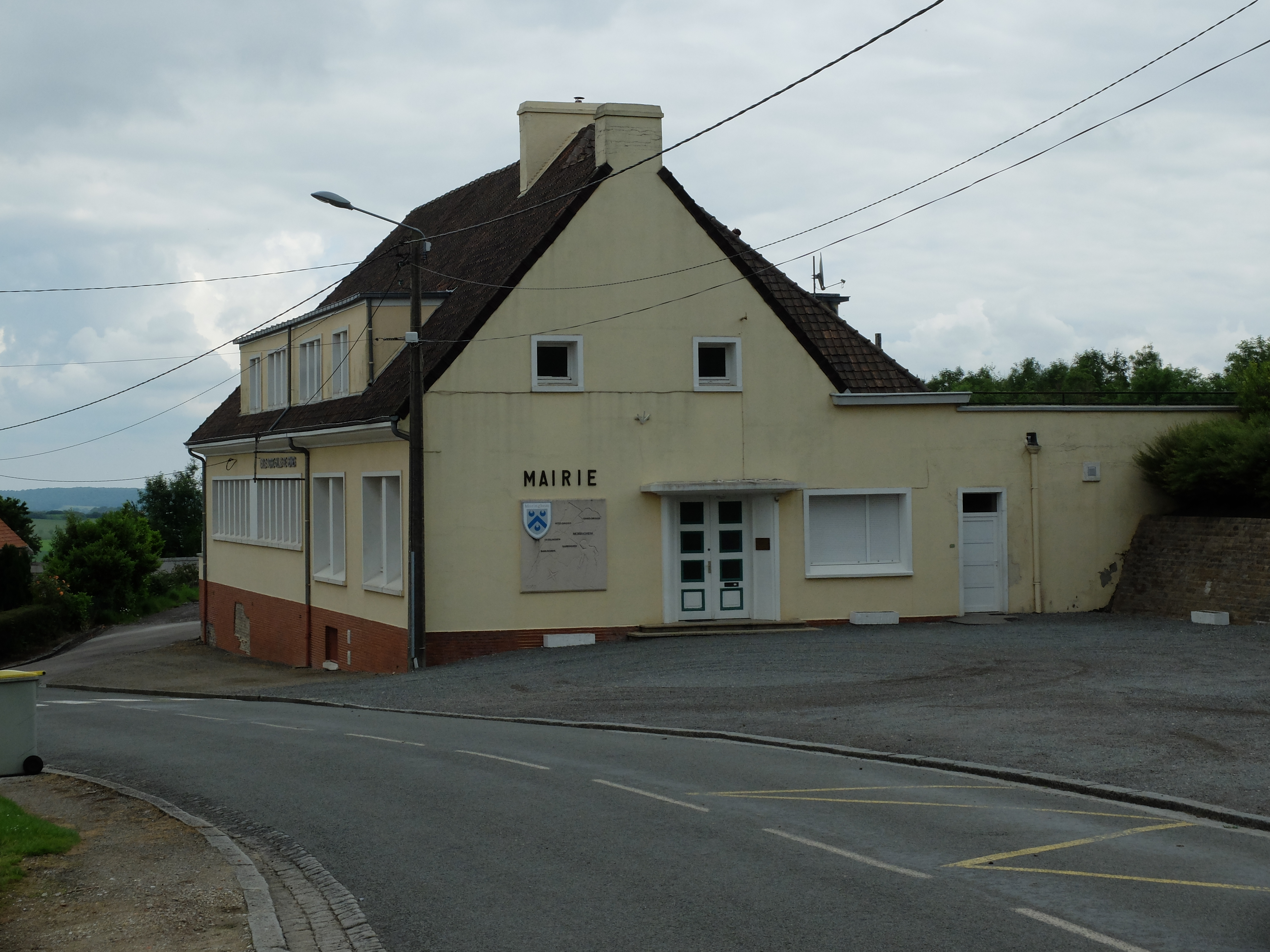
La mairie.

### Découpage territorial
La commune se trouve dans l'arrondissement de Saint-Omer du département du Pas-de-Calais.

#### Commune et intercommunalités
La commune est membre de la communauté d'agglomération du Pays de Saint-Omer qui regroupe 53 communes et compte 104 937 habitants en 2021.

#### Circonscriptions administratives
La commune est rattachée au canton de Saint-Omer.

#### Circonscriptions électorales
Pour l'élection des députés, la commune fait partie de la huitième circonscription du Pas-de-Calais.

### Élections municipales et communautaires

#### Liste des maires
| Période                                  | Période                   | Identité            | Étiquette | Qualité                                                                 |
| ---------------------------------------- | ------------------------- | ------------------- | --------- | ----------------------------------------------------------------------- |
| Les données manquantes sont à compléter. |                           |                     |           |                                                                         |
| avant 1981                               | ?                         | Guy Baude           |           |                                                                         |
| 1995                                     | 2014                      | Hugues Persyn       |           |                                                                         |
| mars 2014                                | En cours (au 30 mai 2020) | Christophe Cornette |           | Chef de réseau à la Lyonnaise des eaux, Réélu pour le mandat 2020-2026, |

### Jumelages
La commune est jumelée avec :
| Ville | Ville            | Pays | Pays     | Période     |
| ----- | ---------------- | ---- | -------- | ----------- |
|       | Wortegem-Petegem |      | Belgique | depuis 1980 |

## Population et société

### Démographie
Les habitants sont appelés les Moringhemois.

#### Évolution démographique
L'évolution du nombre d'habitants est connue à travers les recensements de la population effectués dans la commune depuis 1793. Pour les communes de moins de 10 000 habitants, une enquête de recensement portant sur toute la population est réalisée tous les cinq ans, les populations de référence des années intermédiaires étant quant à elles estimées par interpolation ou extrapolation. Pour la commune, le premier recensement exhaustif entrant dans le cadre du nouveau dispositif a été réalisé en 2005.

En 2022, la commune comptait 555 habitants, en évolution de +0,91 % par rapport à 2016 (Pas-de-Calais : −0,72 %, France hors Mayotte : +2,11 %).
| 1793 | 1800 | 1806 | 1821 | 1831 | 1836 | 1841 | 1846 | 1851 |
| ---- | ---- | ---- | ---- | ---- | ---- | ---- | ---- | ---- |
| 175  | 176  | 226  | 433  | 481  | 524  | 520  | 552  | 545  |

| 1856 | 1861 | 1866 | 1872 | 1876 | 1881 | 1886 | 1891 | 1896 |
| ---- | ---- | ---- | ---- | ---- | ---- | ---- | ---- | ---- |
| 543  | 548  | 550  | 535  | 497  | 536  | 585  | 558  | 569  |

| 1901 | 1906 | 1911 | 1921 | 1926 | 1931 | 1936 | 1946 | 1954 |
| ---- | ---- | ---- | ---- | ---- | ---- | ---- | ---- | ---- |
| 564  | 555  | 523  | 486  | 491  | 444  | 410  | 376  | 371  |

| 1962 | 1968 | 1975 | 1982 | 1990 | 1999 | 2005 | 2006 | 2010 |
| ---- | ---- | ---- | ---- | ---- | ---- | ---- | ---- | ---- |
| 381  | 360  | 368  | 363  | 361  | 383  | 447  | 456  | 495  |

| 2015 | 2020 | 2022 | - | - | - | - | - | - |
| ---- | ---- | ---- | - | - | - | - | - | - |
| 535  | 556  | 555  | - | - | - | - | - | - |

#### Pyramide des âges
En 2018, le taux de personnes d'un âge inférieur à 30 ans s'élève à 37,6 %, soit au-dessus de la moyenne départementale (36,7 %). À l'inverse, le taux de personnes d'âge supérieur à 60 ans est de 20,9 % la même année, alors qu'il est de 24,9 % au niveau départemental.
En 2018, la commune comptait 297 hommes pour 260 femmes, soit un taux de 53,32 % d'hommes, largement supérieur au taux départemental (48,50 %).
Les pyramides des âges de la commune et du département s'établissent comme suit.
| Hommes | Classe d’âge | Femmes |
| ------ | ------------ | ------ |
| 0,0    | 90 ou +      | 0,4    |
| 4,7    | 75-89 ans    | 7,7    |
| 13,5   | 60-74 ans    | 15,8   |
| 20,6   | 45-59 ans    | 20,8   |
| 20,3   | 30-44 ans    | 21,5   |
| 15,9   | 15-29 ans    | 17,7   |
| 25,0   | 0-14 ans     | 16,2   |

| Hommes | Classe d’âge | Femmes |
| ------ | ------------ | ------ |
| 0,5    | 90 ou +      | 1,6    |
| 5,6    | 75-89 ans    | 8,9    |
| 16,7   | 60-74 ans    | 18,1   |
| 20,2   | 45-59 ans    | 19,2   |
| 18,9   | 30-44 ans    | 18,1   |
| 18,2   | 15-29 ans    | 16,2   |
| 19,9   | 0-14 ans     | 17,9   |

### Manifestations culturelles et festivités
Chaque mois d'avril a lieu le festival des épouvantails de Moringhem, les Épeutnaerts.

les Épeutnaerts
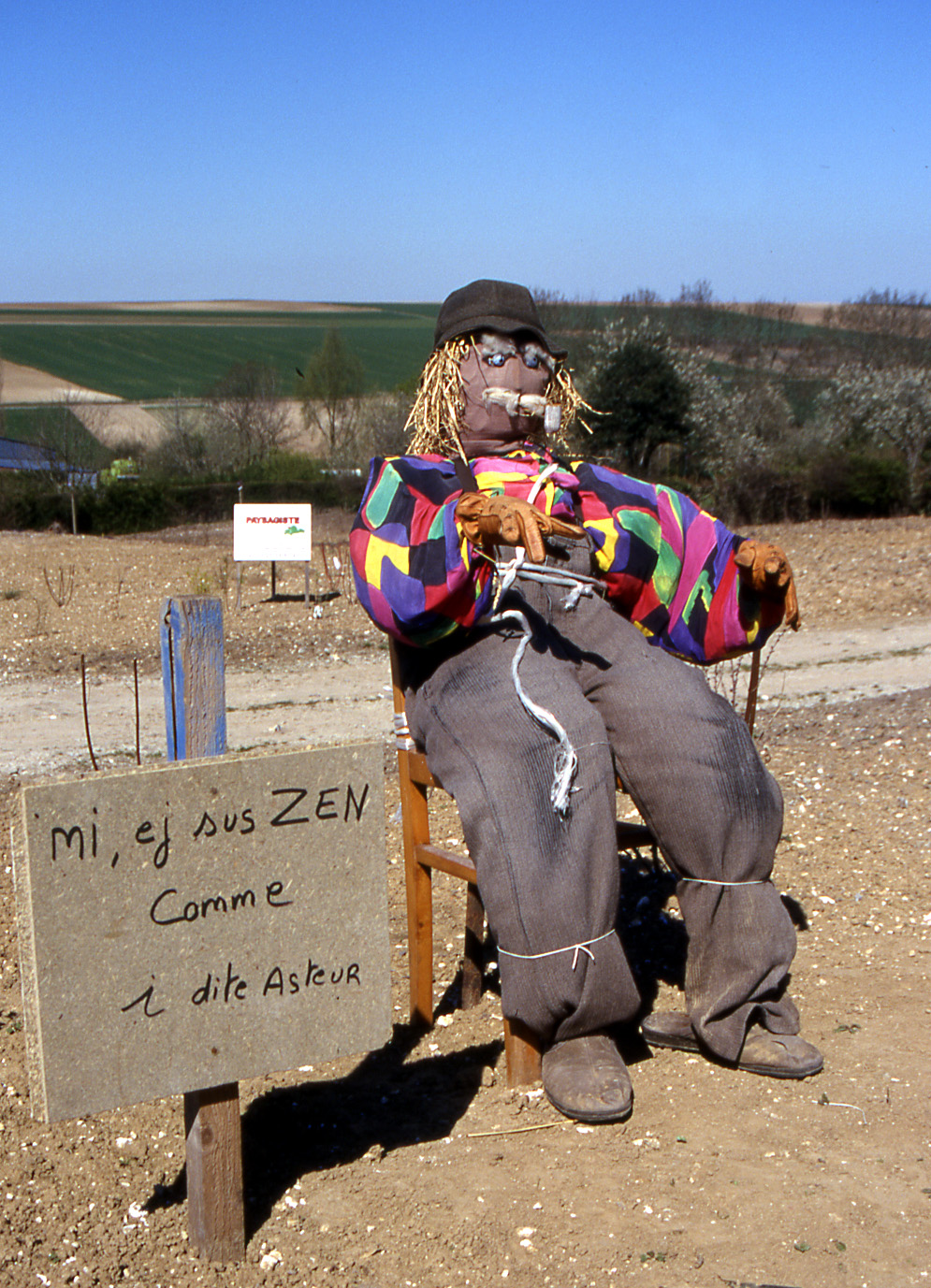
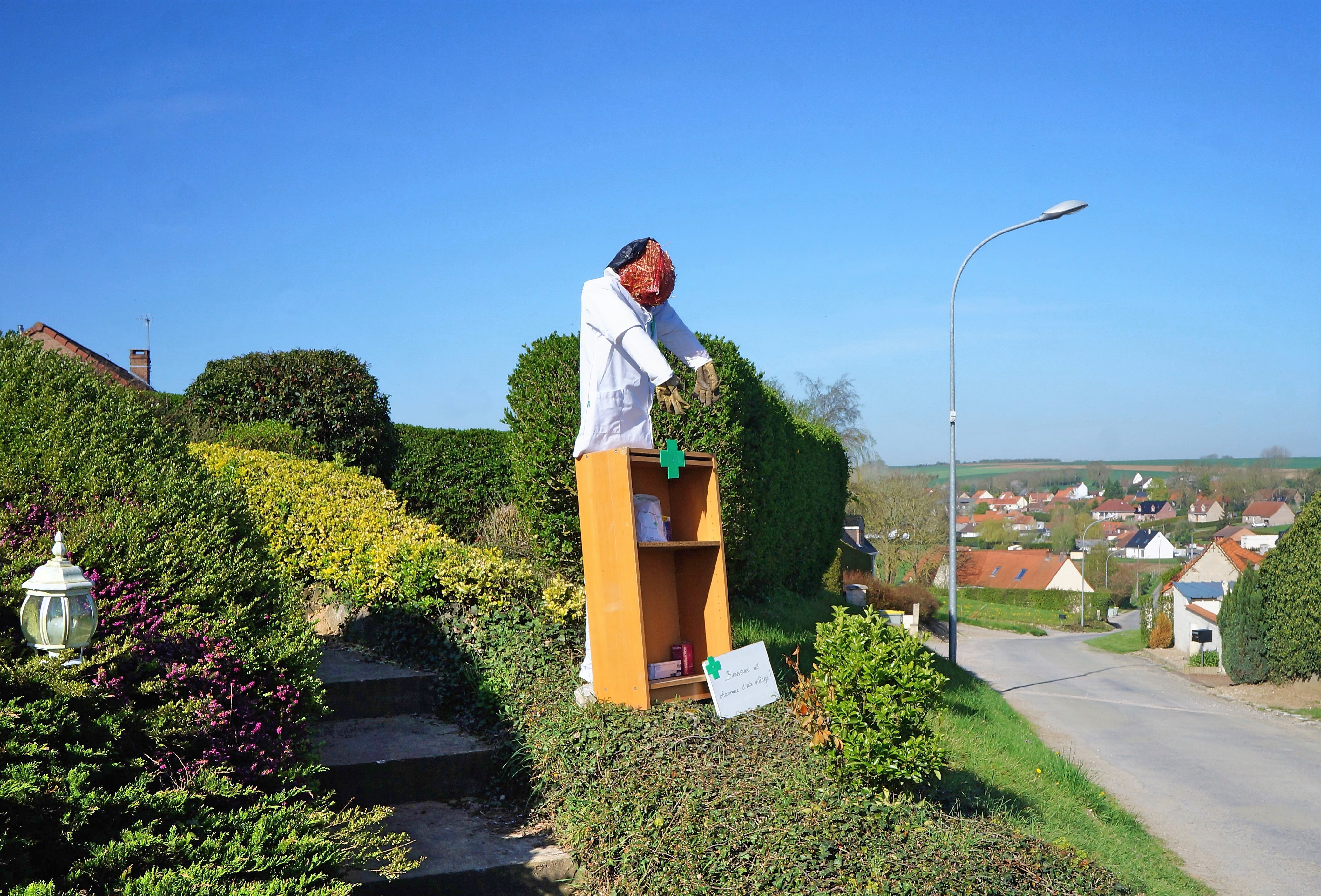
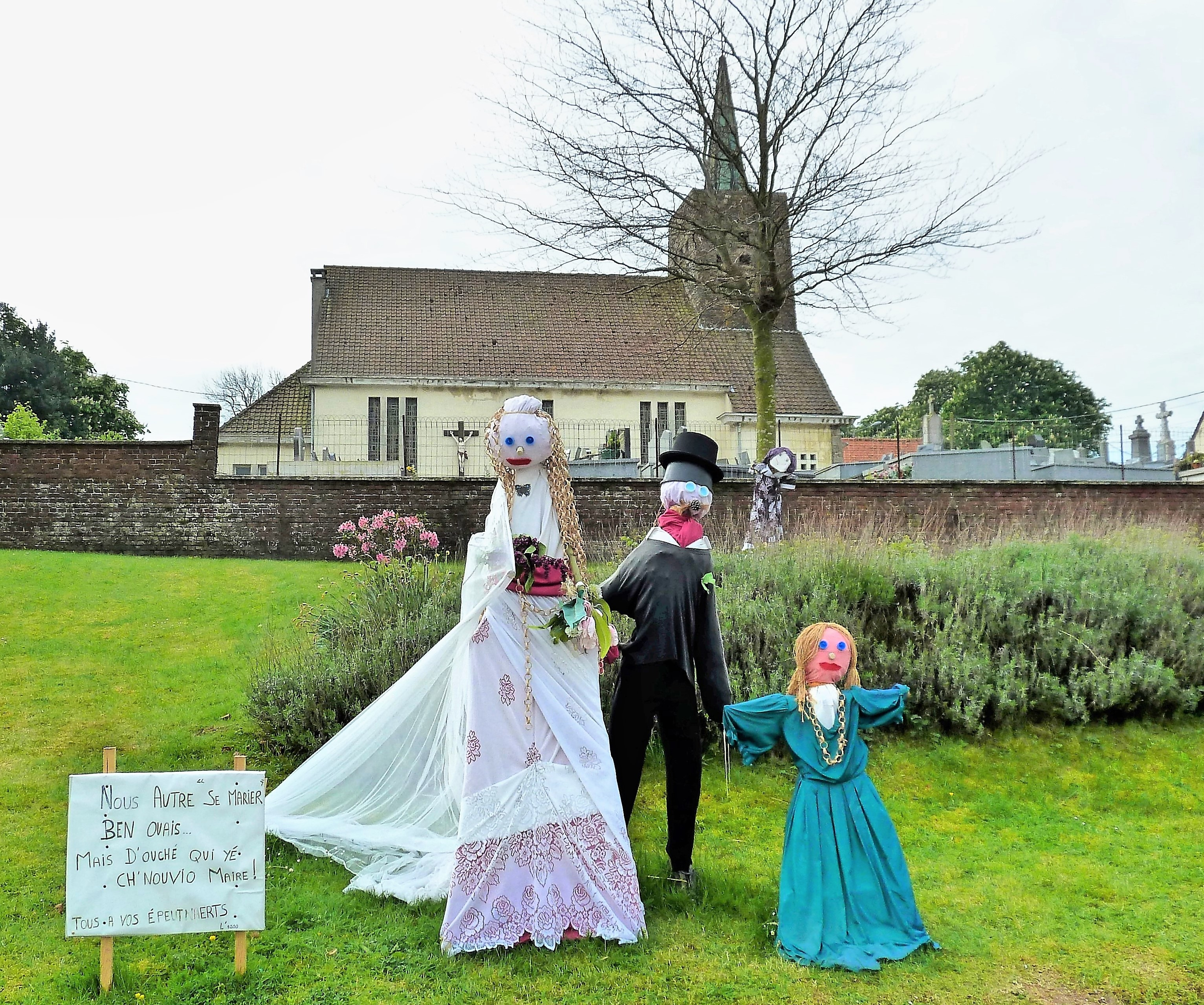

## Culture locale et patrimoine

### Lieux et monuments

#### Monument historique
- Le moulin à vent dit moulin d'Achille. Il est construit en 1799 et fonctionne jusqu'en 1950. C'est le seul moulin en pierre restauré de cette époque dans la région. Il fait l’objet d’une inscription au titre des monuments historiques depuis le 10 juillet 2015[45].

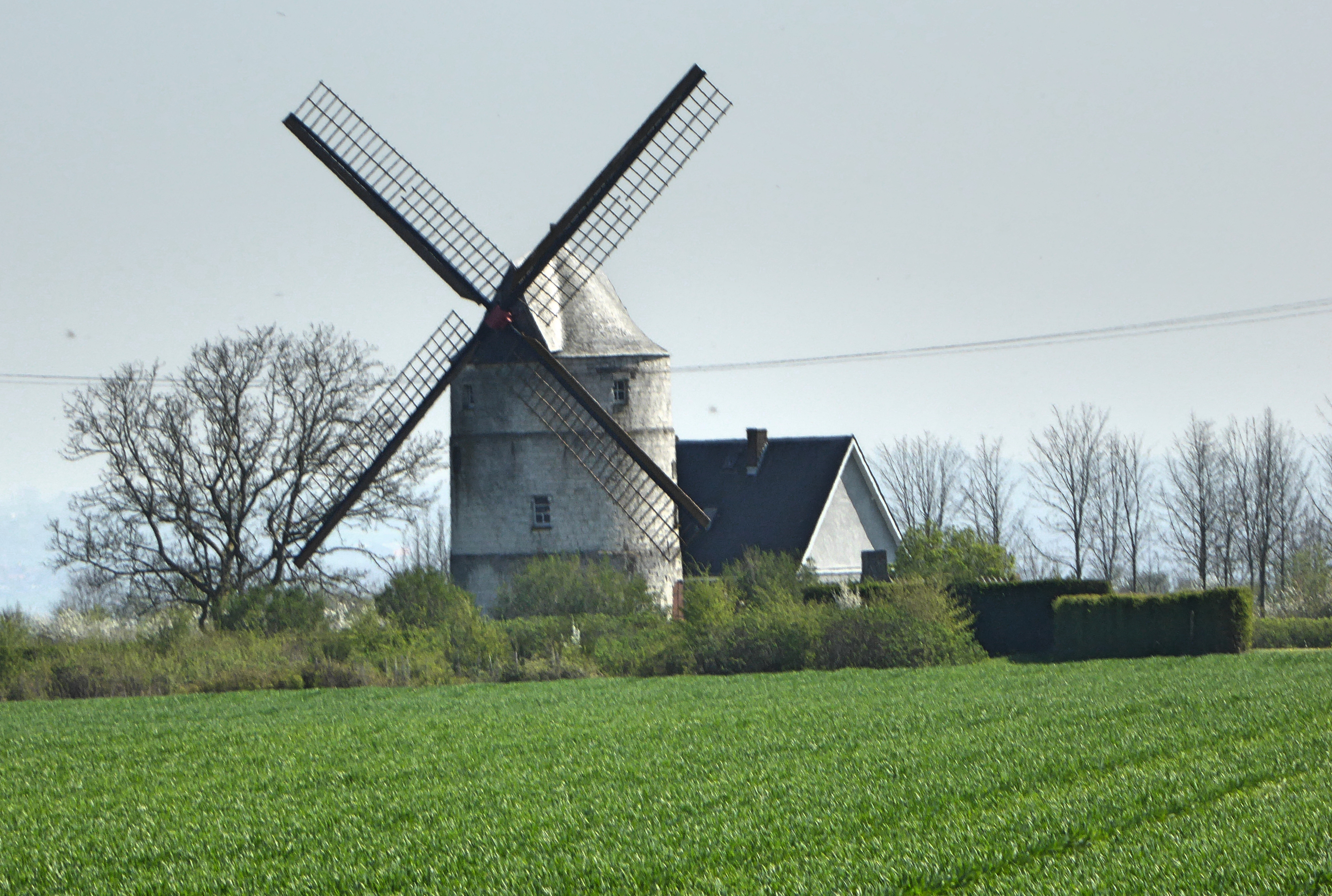
Le moulin à vent dit moulin d'Achille.

#### Autres lieux et monuments
- L'église Saint-André, détruite au cours de la Seconde Guerre mondiale, reconstruite en 1956-1958 sur les plans de l'architecte Gilbert Platiaux[46].
- L'église Saint-Maxime de Grand Difques.
- Le monument aux morts, surmonté d'une croix latine[47].
- Le moulin Debacker, peut-être du XVIIIe siècle[48] a fonctionné jusqu'en 1950. Ses ailes ont été réimplantées en 2010 par son propriétaire, Charles Debacker[49].
- La chapelle datant de 1714

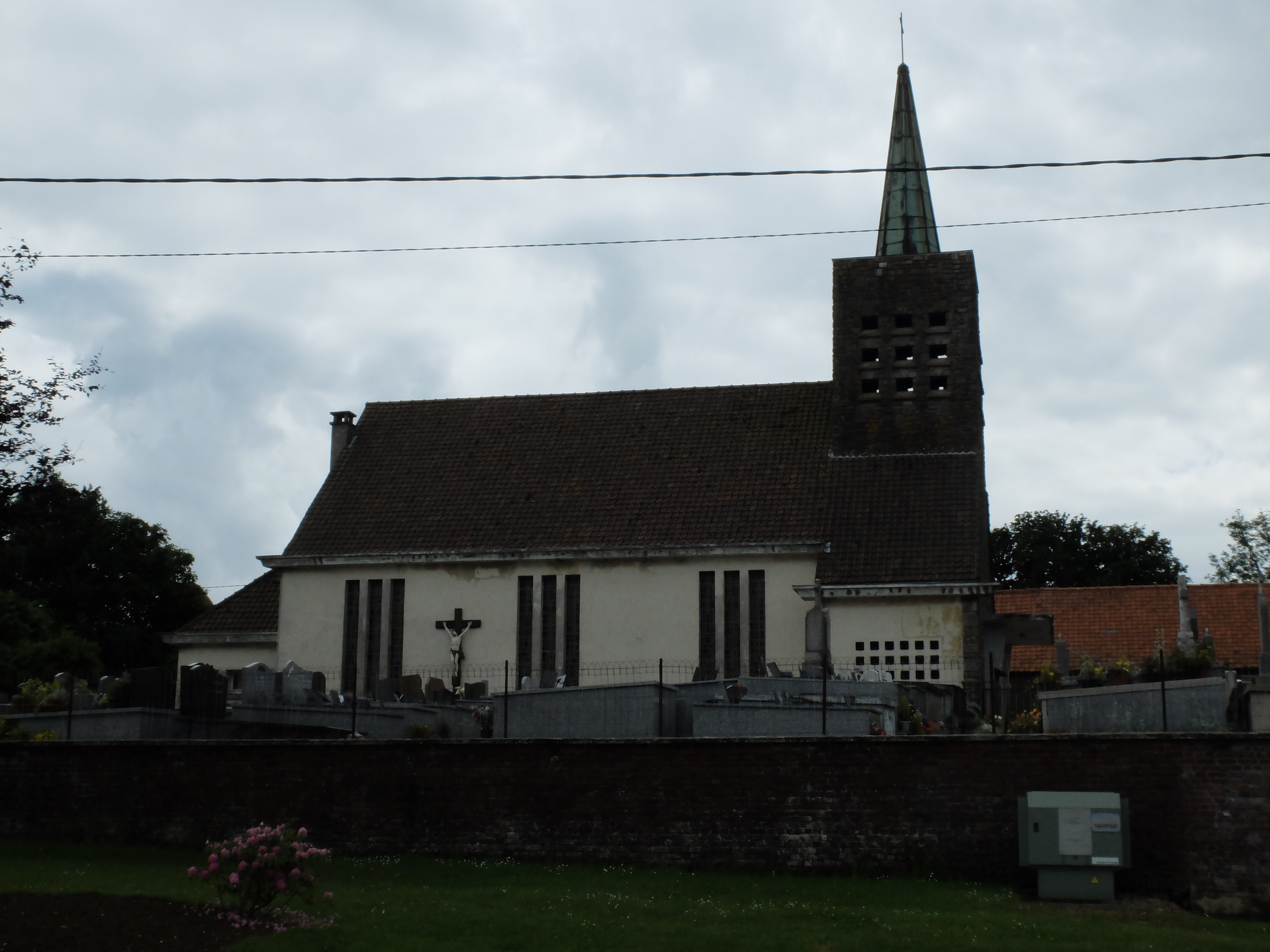
L'église Saint André.
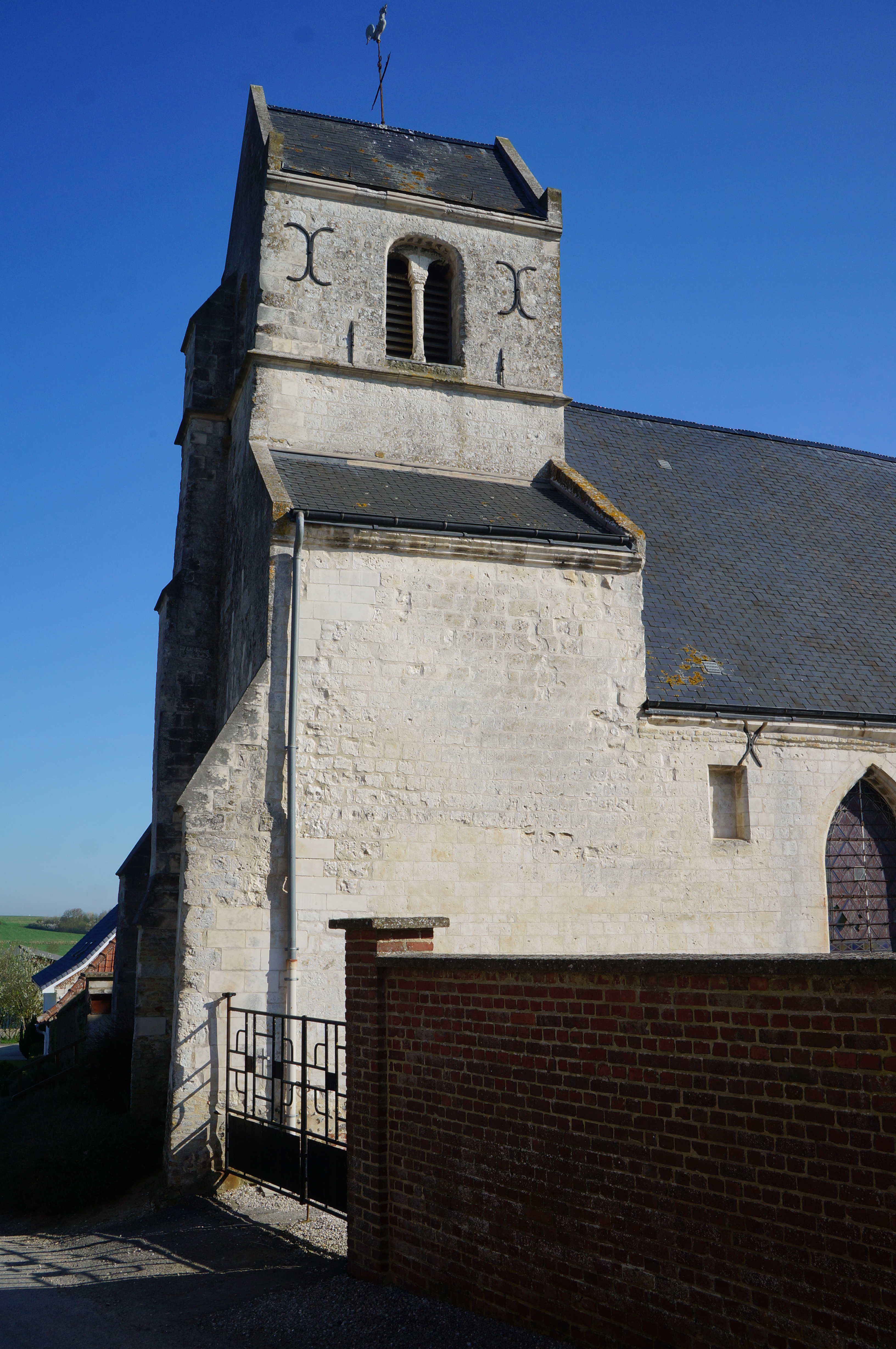
L'église Saint-Maxime.
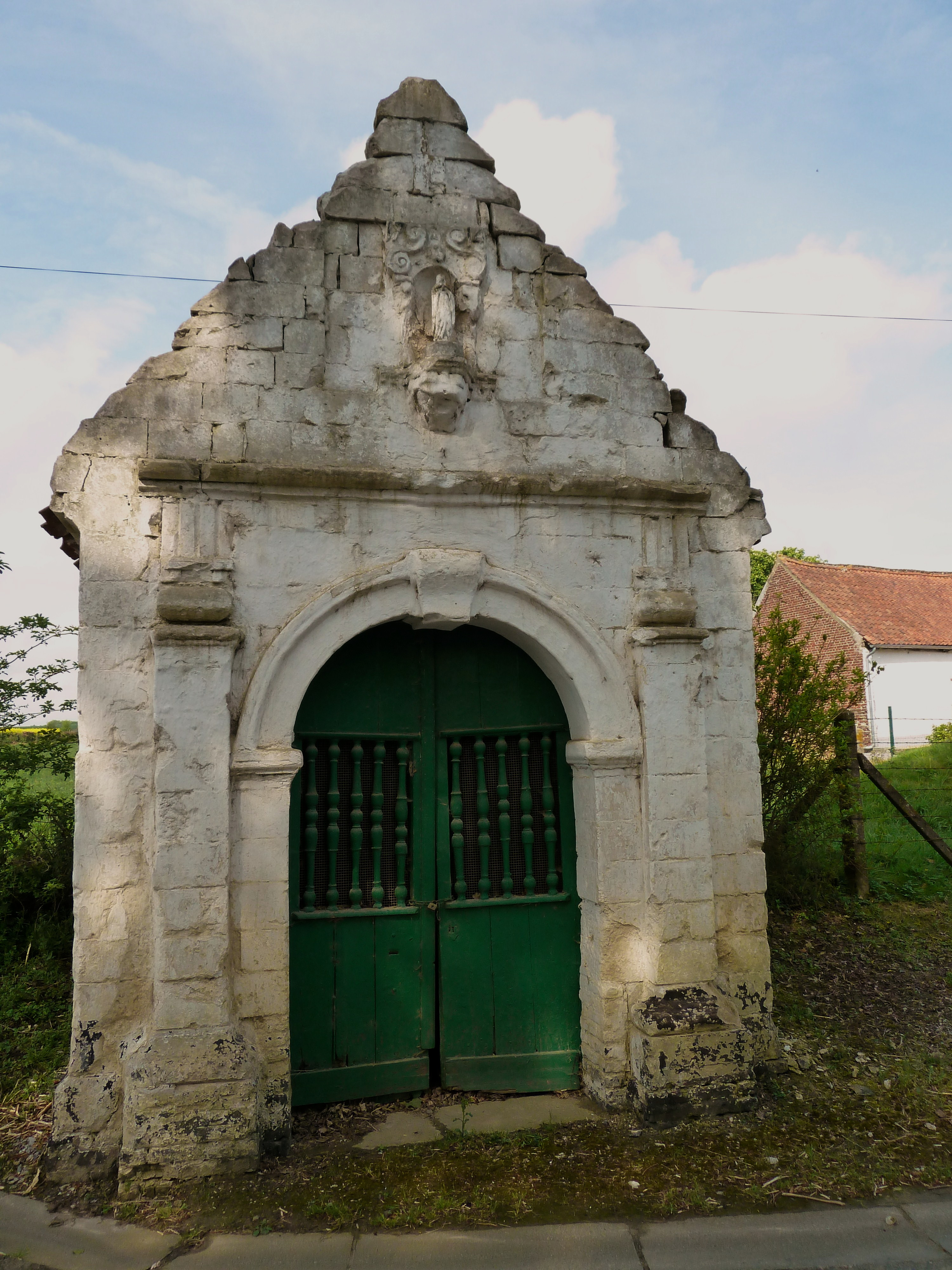
La chapelle datant de 1714.
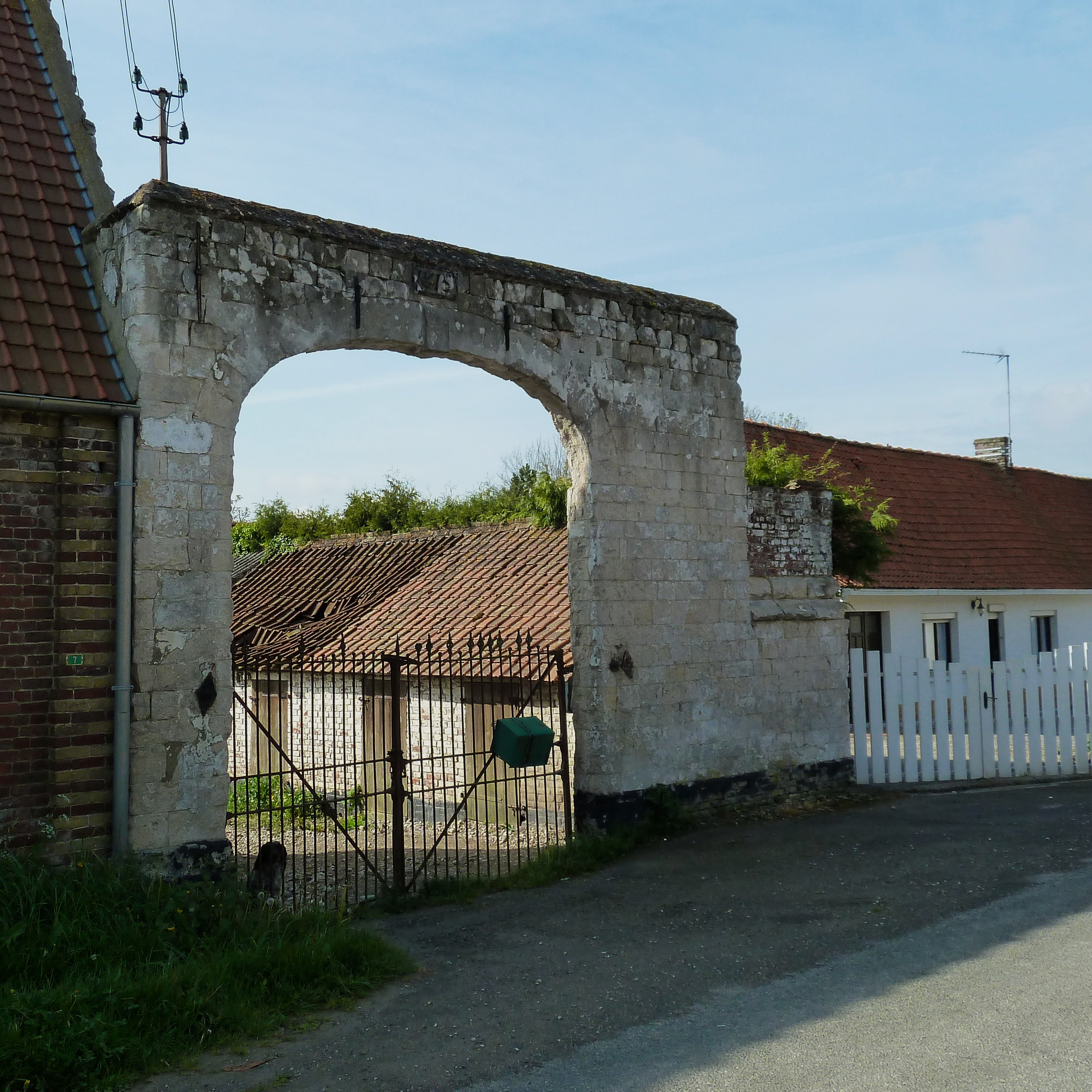
Le porche daté de 1615.

### Héraldique
| Blason de Moringhem | Blason  | D'argent au chevron d'azur accompagné de trois croissant du même.                                                                    |
| Blason de Moringhem | Détails | Armes de la famille de Difques, du hameau du même nom situé sur le territoire de Moringhem. Utilisé depuis le début des années 1990. |

## Pour approfondir

#### Bases de données, dictionnaires et encyclopédies
- Ressources relatives à la géographie :   - Insee (communes)
  - Ldh/EHESS/Cassini
- Ressource relative à plusieurs domaines :   - Annuaire du service public français
- Notices d'autorité :   - BnF (données)